# Конаєв
Кона́єв (каз. Қонаев) — місто в Казахстані, адміністративний центр Алматинської області, центр Конаєвської міської адміністрації.
Населення — 54245 осіб (2021; 39855 у 2009, 33428 у 1999, 38300 у 1989).
Місто розташоване на березі Капчагайського водосховища (на річці Ілі), за 80 км на північ від Алмати. Залізнична станція. Рибопереробний комбінат, порцеляновий і комбікормовий заводи.

## Історія
Місто засноване у зв'язку з будівництвом Капчагайської ГЕС та утворенням перед нею Капчагайського водосховища. На місці водойми раніше існувало місто Ілійськ, жителі якого 1969 року були переселені до Новоілійська — майбутнього Конаєва, а також до Жетигена та Арни. Капчагайська ГЕС була запущена 1970 року. Того ж року місто отримало назву Капчагай.
3 травня 2022 року місто отримало сучасну назву на честь Дінмухамеда Кунаєва, очільника Казахстану у 1960-1986 роках.